# CBC/Radio-Canada
CBC/Radio-Canada, más conocida por sus marcas Canadian Broadcasting Corporation (en inglés, «Corporación Canadiense de Radiodifusión») y Société Radio-Canada (en francés, «Sociedad Radio-Canadá»), es la corporación de radiotelevisión pública de Canadá.
La empresa fue fundada el 2 de noviembre de 1936 y presta servicio a las dos comunidades lingüísticas de Canadá, cada una de las cuales cuenta con un canal de televisión, varias emisoras de radio, un servicio de radio por satélite, portales web multimedia y Radio Canadá Internacional. Aunque su modelo de radiodifusión pública está basado en el de la BBC, CBC/Radio-Canada se financia a través de aportaciones del estado y de la venta de espacios publicitarios.

## Historia

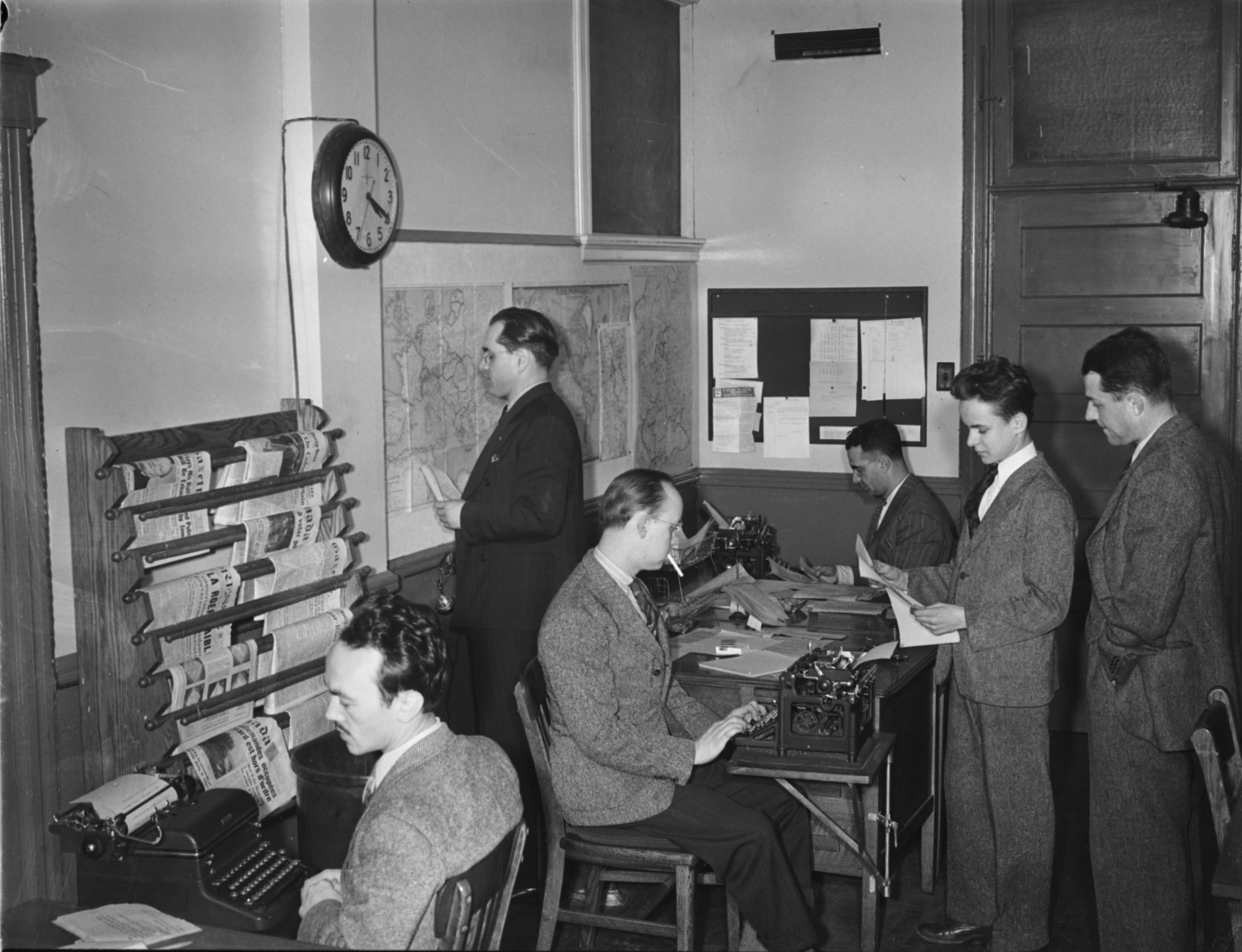
Periodistas de Radio-Canada en Montreal (1944).

En la década de 1920, ante la cada vez mayor influencia de las radios estadounidenses en Canadá, el gobierno canadiense estableció la Comisión Aird para crear un servicio de radiodifusión pública. En las conclusiones, publicadas en 1929, se recomendó establecer una red federal de radio. Al mismo tiempo, Canadian National Railway había desarrollado su propio servicio radiofónico en onda media para los pasajeros de sus trenes, CNR Radio (1923-1932), cuya infraestructura fue asumida por el estado para la radio pública.
En 1932, el gobierno de R.B. Bennett fundó la «Comisión Canadiense para la Difusión de Radio» (en inglés, Canadian Radio Broadcasting Commission). Cuatro años después, el 2 de noviembre de 1936, el estado traspasó sus activos —ocho emisoras propias y 14 afiliadas— a la «Corporación para la Radiodifusión Pública» (Canadian Broadcasting Corporation, CBC), cuyo primer presidente fue Leonard Brockington. El servicio se financiaría con un impuesto directo sobre las radios para garantizar su independencia política, igual que la BBC en Reino Unido.
Las radios de CBC comenzaron a emitir programas en inglés (1936) y francés (1937), y expandieron su cobertura a través de emisoras propias y afiliadas; primero en onda media y a partir de 1946 en frecuencia modulada. Desde 1944 hasta 1962, CBC operaba dos redes de radio en inglés: Trans-Canada Network (informativos y actualidad) y Dominion Network (entretenimiento), y una red en francés, CBF. En 1962 reestructuró su programación con el cierre de Dominion, mientras que Trans-Canada pasó a llamarse CBC Radio.
Las emisiones de televisión comenzaron el 6 de septiembre de 1952 a través de dos estaciones propias: una en Montreal (CBFT, francés) y otra en Toronto (CBLT, inglés), abierta dos días después. La primera afiliada fue la CKSO de Sudbury, en octubre de 1953, y CBC TV alcanzó cobertura nacional en las ciudades más habitadas en 1958. Ocho años más tarde, el 1 de julio de 1966, comenzaron las emisiones en color.
Durante sus dos primeras décadas, CBC no solo fue una radiodifusora sino también el organismo regulador de la radio y televisión en Canadá. No obstante, en 1958 el gobierno de John Diefenbaker aprobó una Ley Audiovisual por la que se separaban ambas funciones en dos empresas: CBC (radiodifusión pública) y la Comisión de Radio y Televisión (regulador). Esto conllevó también la aparición de competencia privada.

Símbolo de CBC/Radio-Canadá (1992-actualidad).

En 1972, CBC se convirtió en la primera radiodifusora del mundo en impulsar el lanzamiento de un satélite de comunicaciones (Anik), con el que se quiso garantizar la cobertura televisiva en las Naciones Originarias. Y en 1976, la empresa fue la radiodifusora oficial de los Juegos Olímpicos de Montreal.
Actualmente, CBC/Radio-Canada gestiona servicios en inglés (CBC), en francés (Radio-Canada), un canal internacional (Radio Canada International) y programas para las comunidades lingüísticas aborígenes.

## Organización

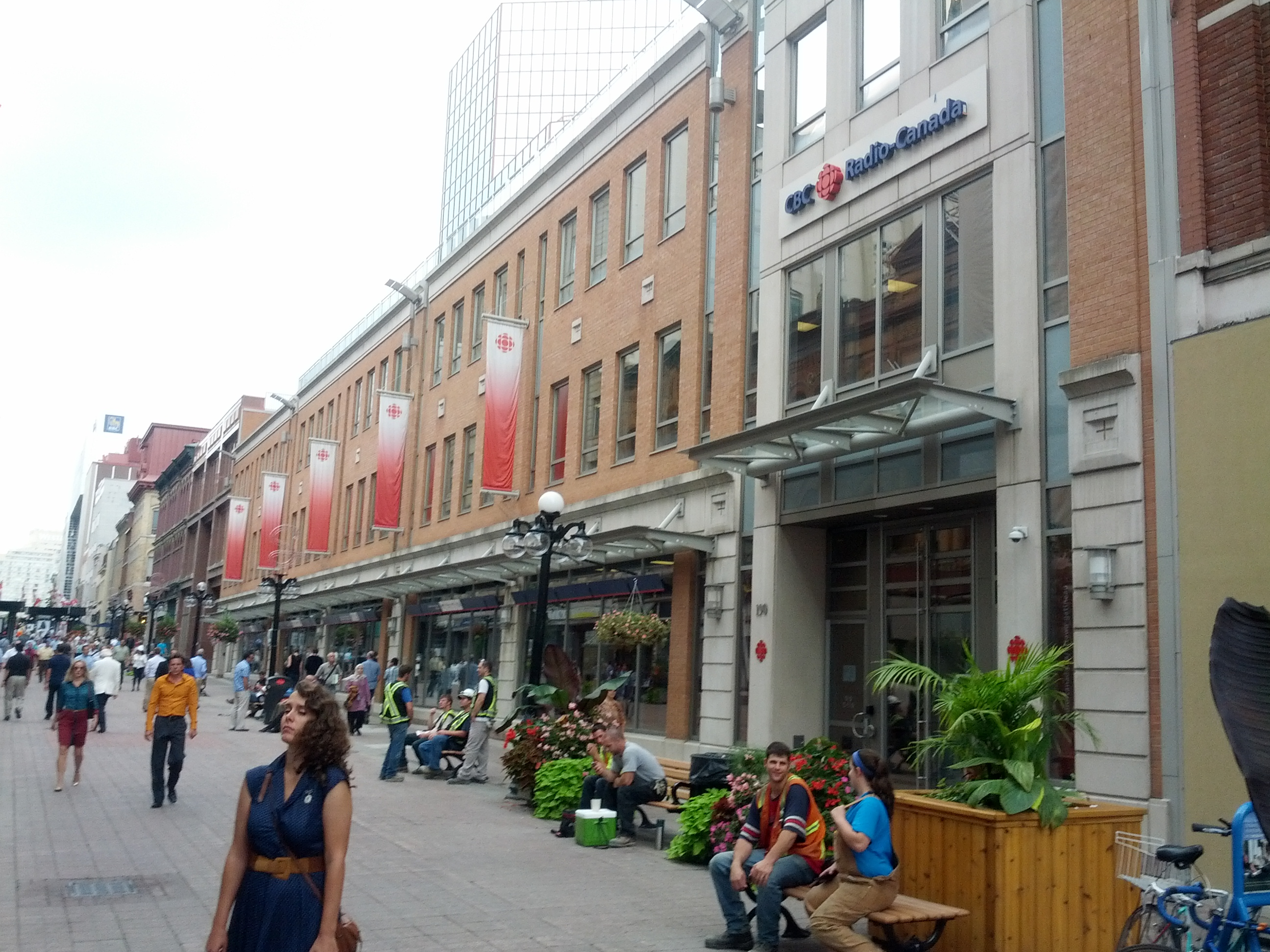
Sede de CBC/Radio-Canada en Ottawa.

CBC/Radio-Canada es una «sociedad de la Corona» (Crown corporation) propiedad del estado canadiense, cuya labor está supervisada por el parlamento. Su sede central (Head Office) se encuentra en Ottawa. Además cuenta con dos sedes en Toronto (programas en inglés) y Montreal (programas en francés y Radio Canadá Internacional), y delegaciones en las 10 provincias y 3 territorios de la federación. Su plantilla está formada por más de 6.900 empleados.
Según la Ley Audiovisual, la Junta Directiva es el órgano directivo de CBC/Radio-Canada. Sus labores son supervisar las actividades de la radiodifusora y el cumplimiento del servicio público, con independencia del gobierno. La Junta está compuesta por 12 miembros, entre ellos el presidente de la mesa y el consejero delegado de CBC/Radio-Canada, que son nombrados por el Gobierno de Canadá bajo recomendación del Ministerio de Patrimonio Cultural. El mandato dura cinco años y puede renovarse.
El Consejo Ejecutivo es quien gestiona CBC/Radio-Canada. Su líder es el consejero delegado, y por debajo están los directores de los servicios en inglés (CBC) y francés (Radio-Canada). Se compone de 8 miembros. Desde 2006 existe la figura del defensor del espectador para CBC y para Radio-Canada, aunque estos no forman parte del Consejo.
La organización se financia a través de un sistema mixto con aportaciones del estado, impuestos indirectos, venta de publicidad y otros ingresos.
Según la Ley de Radiodifusión de 1991, la programación de CBC/Radio-Canada debe regirse por los siguientes principios:
1. Predominar los contenidos canadienses.
2. Reflejar Canadá y sus regiones a todas las audiencias, sirviendo a las necesidades especiales de cada región.
3. Contribuir al intercambio y desarrollo de las expresiones culturales.
4. Ser en inglés y en francés, reflejando las necesidades y circunstancias de cada comunidad lingüística y sus minorías en cada provincia.
5. Conseguir una igualdad cualitativa en inglés y francés.
6. Contribuir al desarrollo de la identidad nacional.
7. Estar disponible en todo Canadá, utilizando los recursos asignados de la forma más apropiada y eficiente.
8. Reflejar la naturaleza multicultural y multirracial de Canadá.

## Servicios

### Canadian Broadcasting Corporation

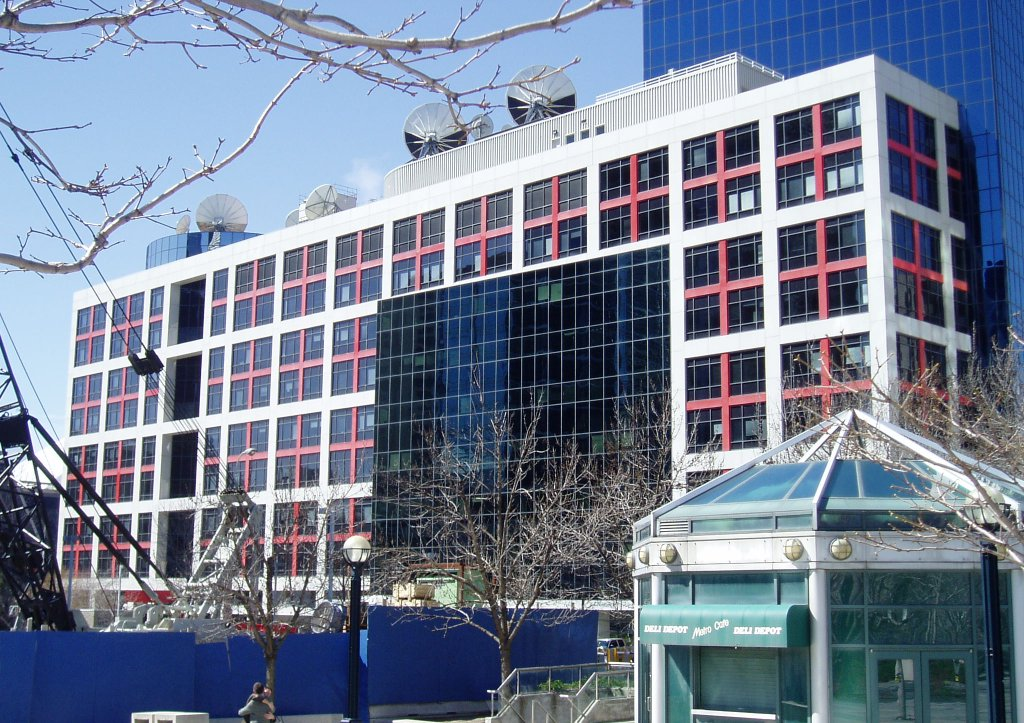
Canadian Broadcasting Centre, sede central de CBC en Toronto.

Canadian Broadcasting Corporation (CBC) se encarga del servicio en idioma inglés. Gestiona tres radios, una cadena de televisión en abierto y dos televisiones temáticas. Su sede central se encuentra en Toronto (Ontario) y dispone de sedes regionales en Ottawa y Vancouver.

#### Radio
CBC cuenta con tres cadenas de radio en abierto y un servicio de radio por satélite.
- CBC Radio One: primera radio de Canadá, cuyas emisiones comenzaron en 1936. Disponible en onda media y frecuencia modulada. Ofrece una programación generalista, con informativos y magazines.
- CBC Music: dedicado a programas culturales y música contemporánea. Durante años fue la señal de CBC Radio en FM (CBC Stereo), hasta que en los años 1990 adoptó su programación actual. Hasta 2018, fue llamado CBC Radio 2.
- CBC Radio 3: emisora musical dirigida al público joven. Fue creada en 2000 y desde 2005 solo puede oírse a través de internet y satélite.

#### Televisión
CBC se ocupa de tres canales de televisión. Todos ellos se financian con un impuesto directo y con ingresos publicitarios, y cuentan con versión en alta definición.
- CBC Television: canal en inglés de CBC/Radio-Canada. Sus emisiones comenzaron el 8 de septiembre de 1952. Emite en señal abierta a través de emisoras propias y afiliadas, con desconexiones regionales, y también está disponible en cable, satélite e internet. Su oferta consta de producciones canadienses, informativos y cobertura de grandes acontecimientos.

- CBC News Network: canal de los servicios informativos (CBC News), disponible en cable y satélite. Se puso en marcha el 31 de julio de 1989.
- Documentary Channel: canal de documentales, coproducido entre CBC y la National Film Board of Canada.

### Société Radio-Canada

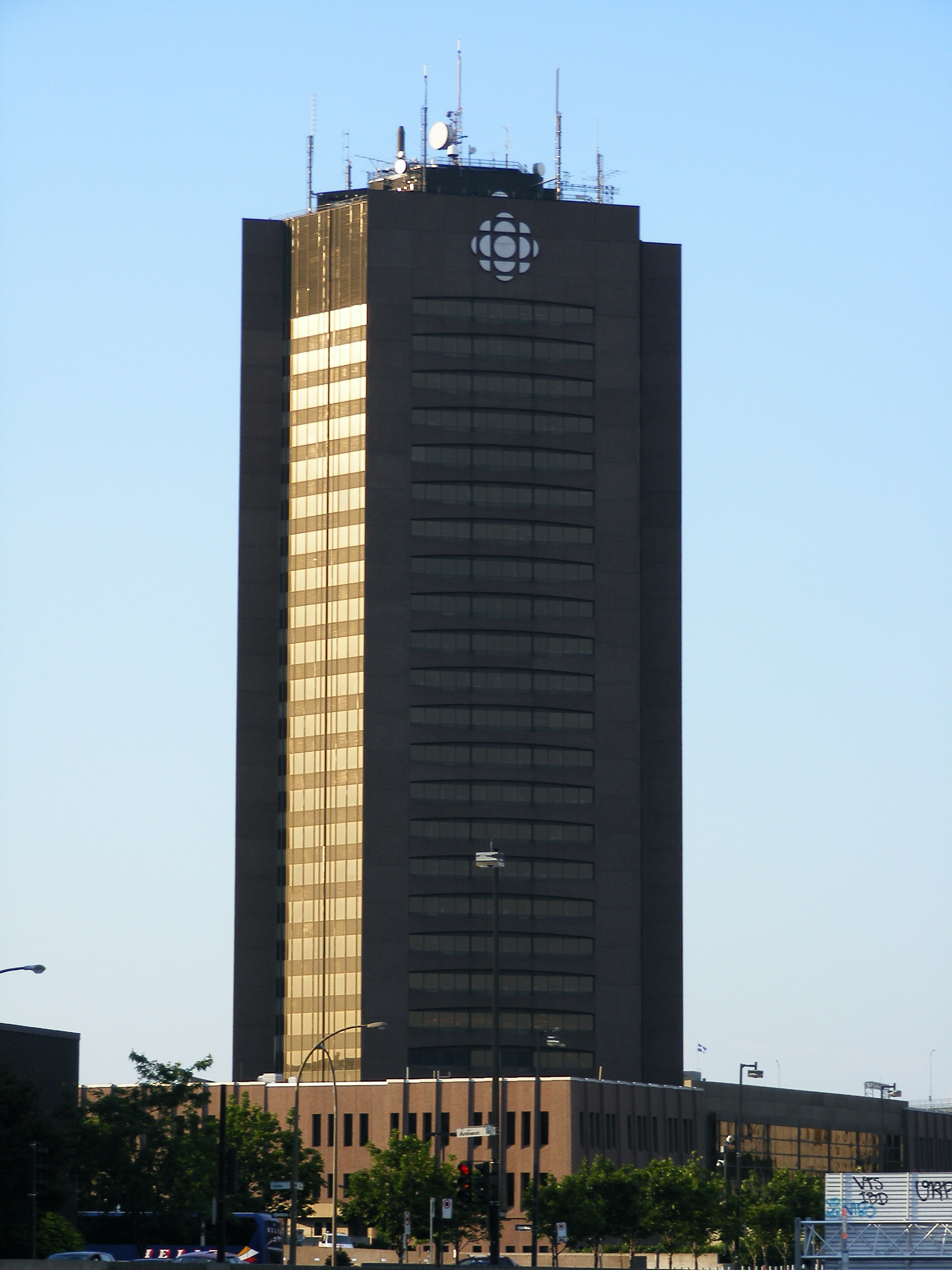
La maison de Radio-Canada, sede de los servicios públicos en francés, está situada en Montreal.

Société Radio-Canada (SRC) se encarga del servicio en idioma francés. Su sede es la Maison de Radio-Canada en Montreal (Quebec). Gestiona dos radios, una plataforma digital de música, una cadena de televisión y canales temáticos, varios en colaboración con otros estados de la francofonía. CBC/Radio-Canada es la única radiodifusora en francés disponible en todo Canadá.

#### Radio
SRC cuenta con dos cadenas de radio que emiten en onda media y frecuencia modulada.
- Ici Radio-Canada Première: principal cadena francófona, con información y noticias. Comenzó a emitir el 11 de diciembre de 1937. Está disponible en todo Canadá.
- Ici Musique: emisora musical con vocación cultural, centrada en artistas francófonos y géneros alternativos. Disponible en Quebec y en las principales ciudades de Canadá.

Además, colabora en la plataforma CBC Music. Años atrás tuvo su propia emisora digital de música alternativa, Bande à part, que existió desde 1996 hasta 2013.
La sede del servicio internacional de CBC/Radio-Canada está situada en Montreal.

#### Televisión
CBC se ocupa de cuatro canales de televisión y participa en proyectos a nivel nacional e internacional. Todos ellos se financian con un impuesto directo y con ingresos publicitarios, y cuentan con versión en alta definición.
- Ici Radio-Canada Télé: canal con sede en Montreal. Su programación es generalista, de carácter más popular que su contraparte en inglés. Emite en señal abierta y es el único canal en francés que puede verse en todo el territorio nacional.
- Ici RDI: canal de los servicios informativos (Réseau de l'information), disponible en cable y satélite. Se puso en marcha el 1 de enero de 1995
- Ici Explora: canal especializado en divulgación y documentales, disponible en cable y satélite. Se puso en marcha el 28 de marzo de 2012.
- Ici ARTV: canal temático dedicado a la cultura y al entretenimiento. Disponible en cable y satélite. Se puso en marcha el 1 de septiembre de 2001.

Además, SRC colabora activamente en TV5 Monde, el canal de la francofonía. Su versión para los canadienses francófonos que residen fuera de Quebec es el canal Unis TV.

### Radio Canada Internacional
El servicio internacional de CBC/Radio-Canada, Radio Canadá Internacional (RCI), comenzó sus emisiones el 25 de febrero de 1945 desde Montreal. Años atrás, durante la Segunda Guerra Mundial, el organismo emitió boletines informativos en onda corta para las tropas canadienses en Europa. A través de un emisor en Nuevo Brunswick, la señal podía sintonizarse en la mayor parte de Europa.
Actualmente, RCI emite boletines en inglés, francés, español, chino y árabe. Mantiene acuerdos estratégicos con RNW, Radio Sweden, Swissinfo, Radio Praga y Polskie Radio.

### Otros servicios
CBC/Radio-Canada colabora en la producción de programas y grandes acontecimientos, en la cesión de estudios, en diversas plataformas digitales y en los siguientes proyectos:
- CBC Music: servicio digital de música, dedicado a la promoción de nuevos artistas y géneros específicos.
- CBC News: servicios informativos y producción de documentales. Es la mayor organización informativa de Canadá.
- CBC North: red de programación regional para las Naciones Originarias del norte de Canadá. Su sede central está ubicada en Yellowknife (Territorios del Noroeste).
- Curio.ca: plataforma digital para la difusión de material educativo, en colaboración con los centros de enseñanza canadienses.
- CBC Digital Archives: archivos digitales y hemeroteca de CBC/Radio-Canada.
- CBC Kids: marca de la programación infantil. Dispone de un portal web para ver contenido en streaming.